# Najat Ouali
Pour les articles homonymes, voir Ouali.
Najat Ouali, née le 18 septembre 1972, est une athlète marocaine.

## Carrière
Najat Ouali remporte la médaille de bronze du 800 mètres aux Championnats panarabes de 1989. Aux Championnats d'Afrique de 1992, elle est médaillée d'argent du 800 mètres et médaillée de bronze du 1 500 mètres ; elle remporte la même année la médaille d'or individuelle et par équipes aux Championnats arabes de cross-country ainsi que la médaille d'or sur 800 mètres et la médaille d'argent sur 1 500 mètres aux Jeux panarabes de 1992.
Elle est médaillée de bronze du relais 4 × 400 mètres aux Jeux de la Francophonie 1994.
Elle est championne du Maroc du 800 mètres en 1993 et du 1 500 mètres en 1990, 1991 et 1983.